# Rebel (Lynch Mob)
Rebel è il settimo album in studio del gruppo musicale statunitense Lynch Mob, pubblicato nell'agosto del 2015 dalla Frontiers Records.

## Tracce
Testi e musiche di Oni Logan e George Lynch, eccetto dove indicato.
1. Automatic Fix – 5:47 (Logan, Lynch, Donnie Dickman)
2. Between the Truth and a Lie – 3:52
3. Testify – 5:14
4. Sanctuary – 3:47
5. Pinetree Avenue – 3:29
6. Jelly Roll – 3:31
7. Dirty Money – 3:56
8. The Hollow Queen – 4:38
9. The Ledge – 5:21 (Logan, Lynch, Dickman)
10. Kingdom of Slaves – 5:42
11. War – 5:59

Traccia bonus dell'edizione giapponese
1. Live It Up – 3:42

## Formazione
- Oni Logan – voce
- George Lynch – chitarra
- Jeff Pilson – basso, cori
- Brian Tichy – batteria, cori